# 循环赛
循环赛制（英語：round-robin tournament）常用于分组赛或联赛中，参赛者与其它参赛者逐一进行比赛，每两名参赛者之间只比赛一场的称为单循环赛，比赛两场的称为双循环赛，此外还有比较少见的多循环赛。在循环赛中，任意两支球队之间交手的场次是相同的，美国的各大球类联赛，由于经常分区进行，跨区与区内球队间的比赛场次往往不同，所以不是严格意义上的循环赛。
在有多支队伍参加的赛季比赛中，一般采用双循环制，即每支队伍与其它每一支队伍都要进行两场比赛，一般分主客场进行，常见于各国的足球联赛中。国际象棋比赛中也经常使用双循环制，兩人在重複對決時要交換先後手。单循环赛常见于赛会制的分组比赛中，例如世界杯足球赛决赛週的小组赛。
采用循环赛时，一般允许平局的出现，比赛排名由每场比赛的积分总和决定。

## 優缺點

### 優點
- 由于每一支球队都要面对同样的对手，而偶然的一两场失利并不一定会丧失争夺冠军的资格，所以一般认为循环赛制相对于淘汰制而言偶然性较低，更能体现参赛者的真正水平。例如，虽然英格兰足总杯比英格兰足球联赛历史还要悠久，但由于足总杯是淘汰赛，其冠军价值远不如经历了双循环赛的联赛冠军。

### 缺點
- 在最后几轮，在既无夺冠/升級希望亦无降级之忧的队伍之间的比赛往往意义不大
舉例:如果有22支足球隊並採雙循環賽且單純前3升級、後3降級，且各只剩1場比賽，通常積分在50到60分之間的隊伍，就是既無奪冠/升級希望亦無降級之憂的隊伍。
- 在最后几轮，经常会出现一方需要为夺冠/升級或保级努力，而对手成绩位居中游胜负并不太重要而导致不认真的情况，讓有降級危機或升級壓力的球隊會試圖對无夺冠/升級希望亦无降级之忧的隊伍以各種誘惑要求對方隊伍放水以求如願。类似的情况出现在小组资格赛中，事先已经出线的球队可能会为了挑选下一阶段的对手而故意输掉比赛（例：2012倫敦奧運「羽球利用規則消極比賽」）。所以在循环赛中虽然任意两支队伍都要比赛，但并不是说比赛就是完全公平的，对阵的先后顺序也很重要，故之後奧運小組賽賽後加入抽籤來改善這個問題，其他還有像相關影響隊伍盡量同時開始比賽等，也盡量同時結束，以避免因為先知道對手是誰，為了挑對手就因此消極比賽的情形，而其他賽事可能會因此改革來避免因政治、宗教、種族等相異問題就消極比賽（但是比賽單位無法操控使關係緊張的兩國隊伍永恆直到準決賽或決賽才碰頭），造成運動家精神無法實踐。
- 不像淘汰赛一样有一个最终决定胜负的冠军争夺战。
- 不如淘汰赛紧张刺激，无法考验参赛者面对压力与挑战的勇气与决心。

以下是因為這個賽制而消極比賽的例子:
- 在1998年的老虎盃（現東南亞足球錦標賽）的小組賽最後一場比賽（泰國vs印尼），兩方為了要避開勝者在半決賽出現的對手越南（當時越南是東道主），負者將要面對著新加坡，於是兩個隊伍都心急想著要輸球。就在前90分鐘的比賽，比數仍然定格在2-2平手，但在傷停補時階段，印尼球員Mursyid Effendi以不畏的勇氣把球直接射進自家大門。印尼也如願地避開了東道主越南。這個不公平競爭行為引起了四面八方的球迷的譴責之聲，於是FIFA向兩隊判罰$40,000美元的罰款（原因：違反公平比賽競爭），結果此球員隨之而來的就是被終身禁止參加國際賽（成了世界第一個球員因為射進烏龍球而被終身禁賽的球員）、國內聯賽禁賽一年。此烏龍球成爲了世界上最恥辱的烏龍球，但兩隊並未因此取消比賽資格。

- 2014年10月，印尼足球甲級聯賽中的斯里曼及三寶壟都不願贏得比賽，以避免在半決賽遭遇據說有黑幫挺腰的婆羅洲。結果最終斯里曼3比2“贏”得這場比賽，5個進球都是烏龍球，作為證據的比賽錄影顯示過程中，當足球滾向自家球門時，門將直接走開。之後12位球員、教練及領隊被終生禁賽，包括兩位外籍球員在內的17位球員禁賽5年，就連11位替補球員也禁賽1至5年。兩隊都取消之後比賽資格，積分都是0分，罰兩隊1億印尼盾。婆羅洲隊主席Nabil Husein Said Amin家庭和黑道有來往，該隊球迷曾對其他隊不禮貌，婆羅洲隊因此事反而奪冠並成為當年度唯一升級進進入了2015年超級聯賽的隊伍。

- 2018年世界盃足球賽，32強分組賽時，H組的日本、塞內加爾、哥倫比亞及波蘭各完賽兩場，取得4、4、3、0的積分。在第三戰日本對波蘭之戰，日本只要能和局就可晉級16強，但日本隊久攻不下波蘭的球門，反而在59分鐘時讓波蘭攻下球門贏得一分，日本隊以0比1落後一分。同一時間比賽的塞內加爾對戰哥倫比亞，塞內加爾也只要和局即可晉級16強，但也以0比1落後哥倫比亞。日本隊總教練西野朗因而透過隊長長谷部誠下達「拖時間、不要冒險、不要犯規、不要得牌」的指令，以致於比賽最後15分鐘成為垃圾時間，日本隊不再積極進攻，開始不斷地在中後場互傳、無意義導腳。比賽終場日本雖以0比1輸給波蘭，取得4分的積分，但與積分相同的塞內加爾同為1勝1負1平各積4分、4進球4失球0淨勝球的完全同分狀態，兩隊依「公平競賽分數」規則，日本在分組賽拿到4張黃牌扣4分，塞內加爾6張黃牌扣6分，因此使日本與哥倫比亞晉級16強。但最後15分鐘的消極比賽引起批評，總教練西野朗賽後受訪表示，為了能使球隊晉級16強，這是不得不為的做法，他自己並不樂意這樣做。

瑞士制结合了循环赛与淘汰制的特点，一般认为是最合理的赛制。

## 赛程预定算法
如果共有{\displaystyle n}名参赛者，单循环制共需进行{\displaystyle C_{2}^{n}={\begin{matrix}{\frac {n}{2}}\end{matrix}}(n-1)}场比赛。如果{\displaystyle n}为偶数，表示同一时间所有参赛者皆可两两迈行比赛，每一轮中正好有{\displaystyle {\begin{matrix}{\frac {n}{2}}\end{matrix}}}场比赛同时进行，共需进行{\displaystyle (n-1)}轮比赛。如果{\displaystyle n}为奇数，就有1名参赛者必须轮空，馀下的{\displaystyle (n-1)}名参赛者两两迈行比赛，每一轮中有{\displaystyle {\begin{matrix}{\frac {n-1}{2}}\end{matrix}}}场比赛同时进行，共需进行{\displaystyle n}轮比赛。
标准的循環制算法是给每名参赛者分配一个编号（通常按上赛季成绩或排名先后分配），然后在第1轮中依次配对：...
```
第1轮（1对14，2对13，...）
 
1
  2  3  4  5  6  7
 14 13 12 11 10 9  8
```

...
之后每一轮都固定一名选手（如1号）的位置，其它参赛者顺时针轮转：...
```
第2轮（1对13，14对12，...）
 
1
  14 2  3  4  5  6
 13 12 11 10 9  8  7
```

```
第3轮（1对12，13对11，...）
 
1
  13 14 2  3  4  5
 12 11 10 9  8  7  6
```

...依次类推，直到完成一个循环。
如果参赛者数目为奇数，那么可以添加一个虚拟参赛者以凑足偶数，每一轮中与这名虚拟参赛者对阵的选手将无须比赛，称为轮空（也就是其他隊伍在比賽時，他們獲得「放假」一天），但輪空隊伍可能也要在輪空當時參加其他比賽，例如2016年歐洲國家盃外圍賽，I組輪空隊伍在輪空的時間要與東道主法國做友誼賽。上面对阵表中的上下两行，还可以用于区分主客场或棋类中的先后手。
如果某一场比赛因故需要推迟，那么就需要固定的轮次之间再单独安排加赛。

## 可能賽果
- 打平即可出線
- 勝一半場次未必出線，敗一半場次未必出局。
- 未比完所有賽事即確定所有出線名額等重要名額。